# Nakpo Kangri
Der Nakpo Kangri bildet ein mehrgipfliges Bergmassiv im Karakorum in der Volksrepublik China. Es wird der Gasherbrum-Gruppe zugerechnet.

## Lage
Das Bergmassiv liegt nördlich der eigentlichen Gasherbrums sowie östlich des Broad Peak. Der 6266 m hohe Nakpo La führt vom Nakpo Kangri nach Süden zum 7476 m hohen Spur Tower, der auf dem Berggrat zwischen Gasherbrum III und Gasherbrum II liegt. Der Nakpo Kangri wird im Osten vom Östlichen Nakpogletscher sowie im Westen und Norden vom Nördlichen Gasherbrumgletscher umströmt. Der ebenfalls nach Norden fließende Westliche Nakpogletscher teilt das Bergmassiv in einen östlichen und einen westlichen Teil.
Den höchsten Punkt bildet der zentral gelegene Nakpo Kangri I mit 6984 m (oder 6956 m).

## Weitere Gipfel
Der Nakpo Kangri besitzt mehrere Gipfel. Nennenswert ist der Black Tower (oder Nakpo Kangri Südwest) (⊙) mit 6842 m. Dieser erhebt sich nördlich des Nakpo La.  

## Besteigungsgeschichte
Es sind keine Besteigungen im Himalayan Index dokumentiert.